# تام پیدکوک
تام پیدکوک (انگلیسی: Tom Pidcock؛ زادهٔ ۳۰ ژوئیهٔ ۱۹۹۹) دوچرخه‌سوار اهل بریتانیا است.
از باشگاه‌هایی که در آن بازی کرده‌است می‌توان به تیم اسکای اشاره کرد.
وی در مسابقات کشوری و بین‌المللی در مجموع برندهٔ ۸ مدال طلا، ۲ مدال نقره، ۱ مدال برنز شده‌است.